# Legnica
Legnica là một thành phố Ba Lan. Thành phố này thuộc tỉnh Dolnośląskie. Thành phố có diện tích 56,29 km², dân số 104.393 người (năm 2009).
Tại đây, vua nước Phổ là Friedrich Đại Đế, tức "Ông già Fritz", thân chinh cầm quân đập tan tác các đợt tấn công của quân Áo trong trận Liegnitz (1760) cuối cuộc Chiến tranh Bảy Năm. Đây là một chiến thắng lẫy lừng của Quân đội Phổ trước đạo quân Áo đông đảo hơn, mang lại niềm tự hào cho Đức Vua và ba quân.